# Ahmad
Ahmad (in arabo: أحمد, traslitterato anche come Ahmed) è un nome proprio di persona arabo maschile.

## Varianti in altre lingue
- Avaro: Ахӏмад (Ahmad)[1]
- Bosniaco: Ahmed[1]
- Ceceno: Ахьмад (Ach'mad)[1]
- Fula: Amadou
- Indonesiano: Ahmad[1]
- Inguscio: Ахьмад (Ach'mad)[1]
- Malay: Ahmad[1]
- Maldiviano: އަޙްމަދު (Ahmed)[1]
- Mandingo: Amadou[1]
- Pashto: احمد (Ahmad, Ahmed)[1]
- Persiano: احمد (Ahmad)[1]
- Serer: Amadou[1]
- Turco: Ahmed[1], Ahmet[1]
- Wolof: Amadou[1]
- Uiguro: ئەخمەت (Ehmet)[1]
- Urdu: احمد (Ahmad, Ahmed)[1]

## Origine e diffusione
Si basa su un vocabolo arabo che significa "molto lodevole", presente anche nel nome Maometto.
È molto usato nel mondo arabo e islamico. In Italia è raro, e la sua presenza è dovuta ai recenti flussi migratori.

## Onomastico
Il nome è adespota, cioè non è portato da alcun santo. L'onomastico quindi si festeggia il giorno di Ognissanti, che è il 1º novembre.

## Persone
- Aḥmad al-ʿAlawī, filosofo islamico

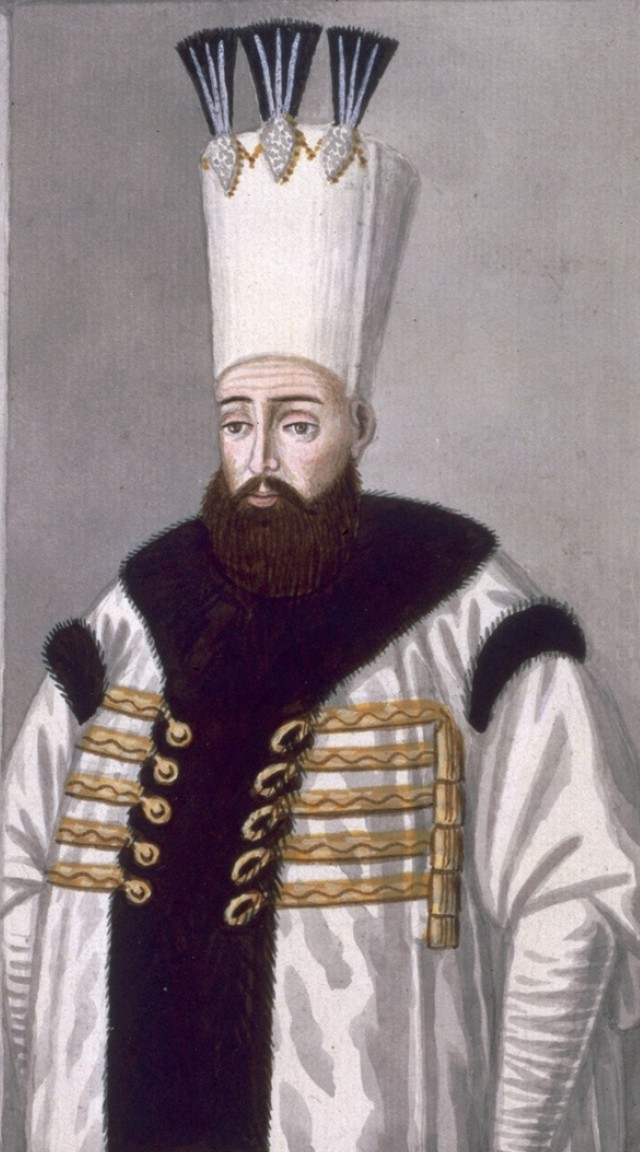
Ahmed III

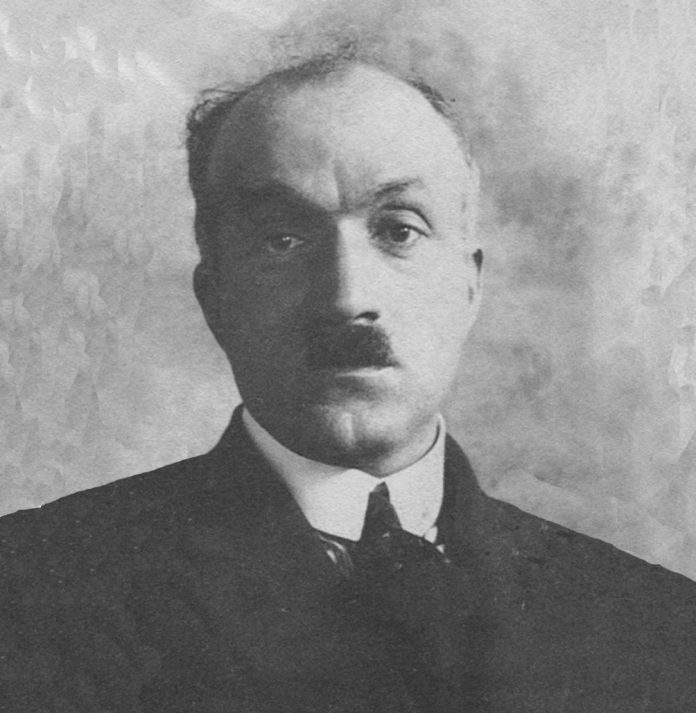
Ahmet Haşim

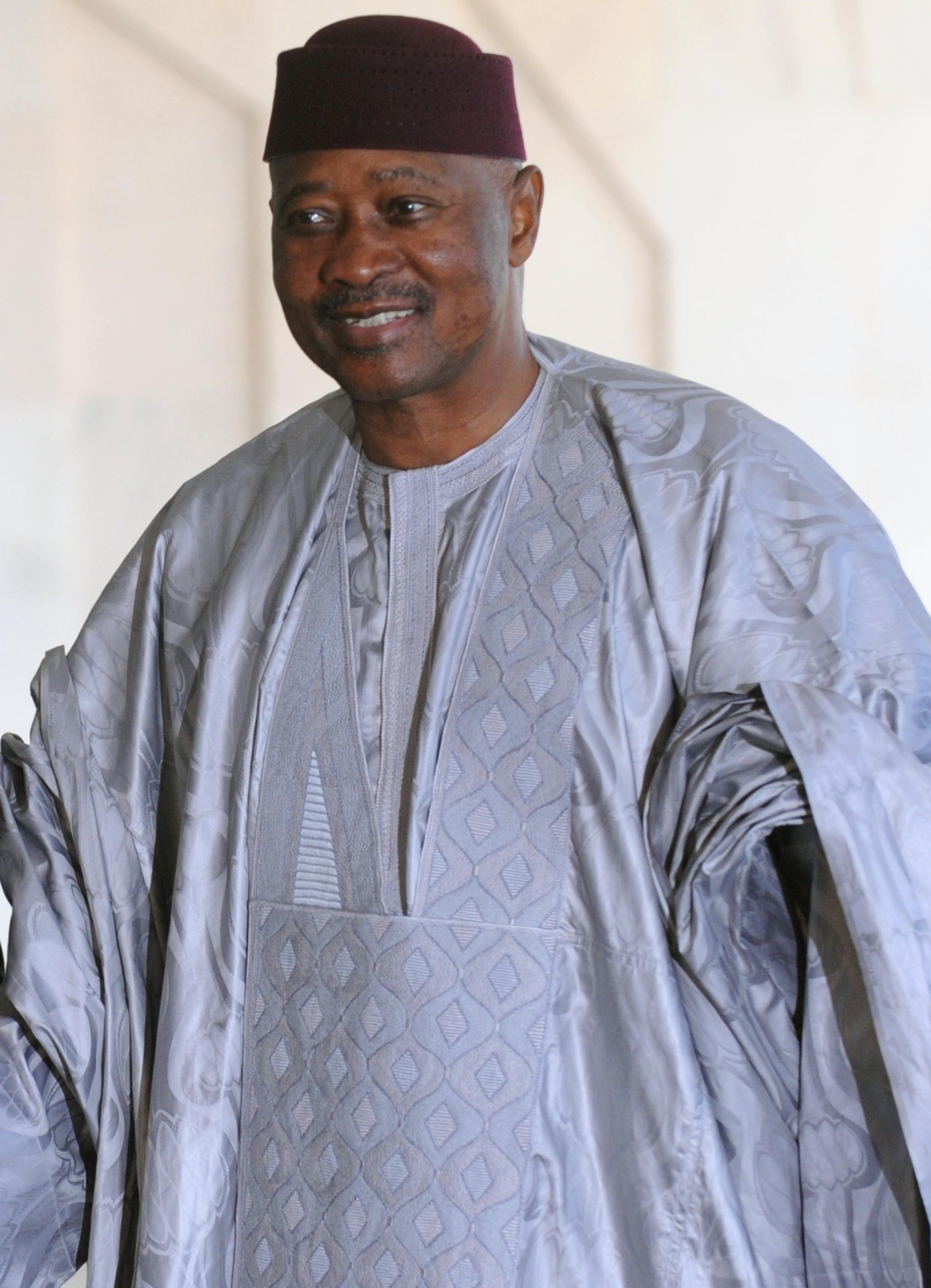
Amadou Toumani Touré

- Ahmad al-Jazzar Pascià, militare ottomano
- Ahmad II ibn Ali, bey di Tunisi
- Ahmad ibn Fadlan, scrittore arabo
- Ahmad ibn Hanbal, teologo e giureconsulto arabo
- Ahmad I ibn Mustafa, bey di Tunisi
- Ahmad ibn Tulun, militare turco
- Ahmad Jamal, pianista statunitense
- Aḥmad Shāh Masʿūd, militare e politico afghano
- Ahmad Nazif, politico egiziano
- Ahmad Qajar, scià di Persia
- Ahmad Urabi, ufficiale e politico egiziano

### Variante Ahmed
- Ahmed I, sultano ottomano
- Ahmed II, sultano ottomano
- Ahmed III, sultano ottomano
- Ahmed Aassid, filosofo, scrittore e attivista marocchino
- Ahmed Hasan al-Bakr, politico iracheno
- Ahmed Ben Bella, politico algerino
- Ahmed Best, attore, doppiatore e regista statunitense
- Ahmed Cevdet, storico, letterato e politico turco
- Ahmed Dogan, politico bulgaro
- Ahmed Musa, calciatore nigeriano
- Ahmed Sambi, politico comoriano
- Ahmed Sanjar, imperatore turco
- Ahmed Sékou Touré, politico guineano
- Ahmed Zewail, chimico e fisico egiziano naturalizzato statunitense

### Variante Ahmet
- Ahmet Ertegün, produttore discografico turco
- Ahmet Haşim, poeta turco
- Ahmet Kaya, cantautore turco
- Ahmet Muhtar Merter, lottatore turco
- Ahmet Necdet Sezer, politico turco
- Ahmet Üzümcü, diplomatico turco

### Variante Amadou
- Amadou Dia Bâ, ostacolista senegalese
- Amadou Diallo, studente liberiano, vittima di un caso di cronaca nera
- Amadou Diawara, calciatore guineano
- Amadou Hampâté Bâ, scrittore, filosofo e antropologo maliano
- Amadou Jawo, calciatore gambiano naturalizzato svedese
- Amadou Sanogo, militare maliano
- Amadou Toumani Touré, politico maliano

## Toponimi
- Ahmad Baba è un cratere meteoritico sul pianeta Mercurio, che prende il nome dall'omonimo scrittore sudanese.